# TV+
Corporación de Televisión de la Pontificia Universidad Católica de Valparaíso 또는 UCV 텔레비시온(스페인어: UCV Televisión, UCV TV)는 칠레의 텔레비전 네트워크로, 1957년 10월 5일에 설립된 칠레에서 가장 오래된 텔레비전 방송국이다. 본사는 비냐델마르에 위치해있다. 자매 방송국으로 라디오 방송국인 UCV 라디오도 있다.

## 역사
UCV 텔레비시온은 발파라이소 교황청 가톨릭 대학교(es:Pontificia Universidad Católica de Valparaíso)의 전자 공학 연구원들의 노력으로 1957년 10월 5일에 설립, 시험방송을 시작하였다. UCV 텔레비시온의 명칭은 방송을 실시한 대학교의 다른 명칭이기도 한 발파라이소 가톨릭 대학교(UCV)의 약칭에서 비롯되었다.
이후 1959년 8월 22일에 채널 8번으로 첫 정규 방송을 시작하였다.(이후 1968년에 채널 4번으로 옮기게 된다.) 첫 방송 프로그램은 'El hombre ante el universo'란 프로그램이었다.
1957년에서 1960년까지는 16:00~22:00 간 방송되었으나, 1968년부터 1970년까지는 15:00~00:00까지 방송 시간이 확대되었다.
1971년에는 라세레나에 중계소를 설치하여 발파라이소 주 외의 지역에도 방송을 하게 되었다. 이후 1974년에 산티아고에서도 중계소가 설치되었다. 1978년에는 컬러 텔레비전 방송을 실시하였다.
2001년 12월 31일에는 위성 방송을 실시하여 2002년에 방송 커버리지를 칠레 전국으로 확대하게 되었다.
2010년 6월 25일에는 TVN과 함께 디지털 텔레비전 시험 방송을 실시하였다. 전송 방식은 ISDB-Tb에 UHF 채널 26번으로 방송되었으며, 첫 방송은 2010년 FIFA 월드컵의 칠레-스페인전 방송이었다. 이후 2014년 4월에 산티아고에서 ISDB-Tb방식에 UHF 채널 29번으로 디지털 정규 방송을 실시하였다.

## 프로그램 목록
- UCV TV noticias
- Llama y gana
- En portada
- Que Pachó
- De Aquì No Sale
- País Cultural
- Esto en noticia
- Falabella TV

## 로고 연혁

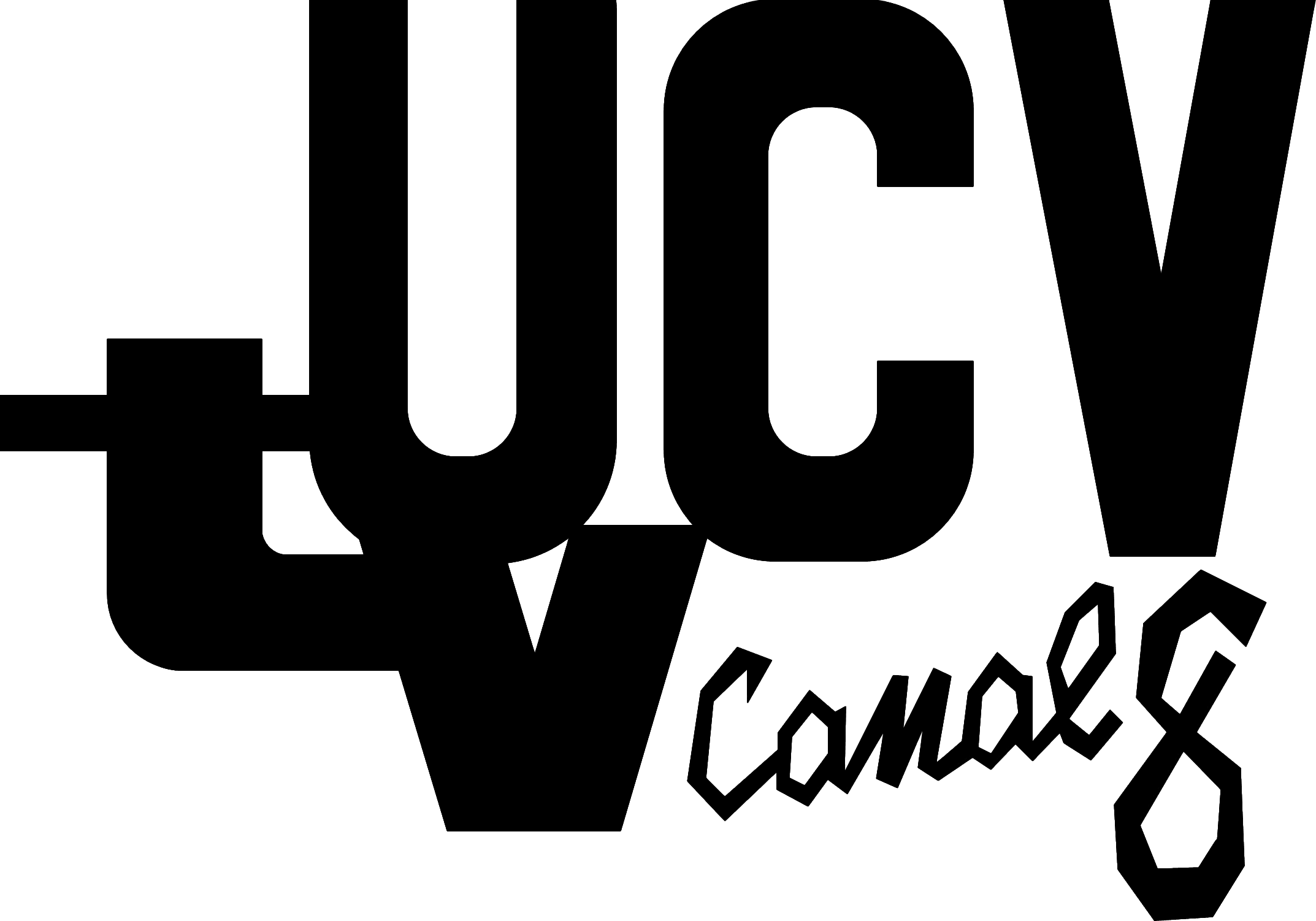
1959년 8월 22일 ~ 1964년
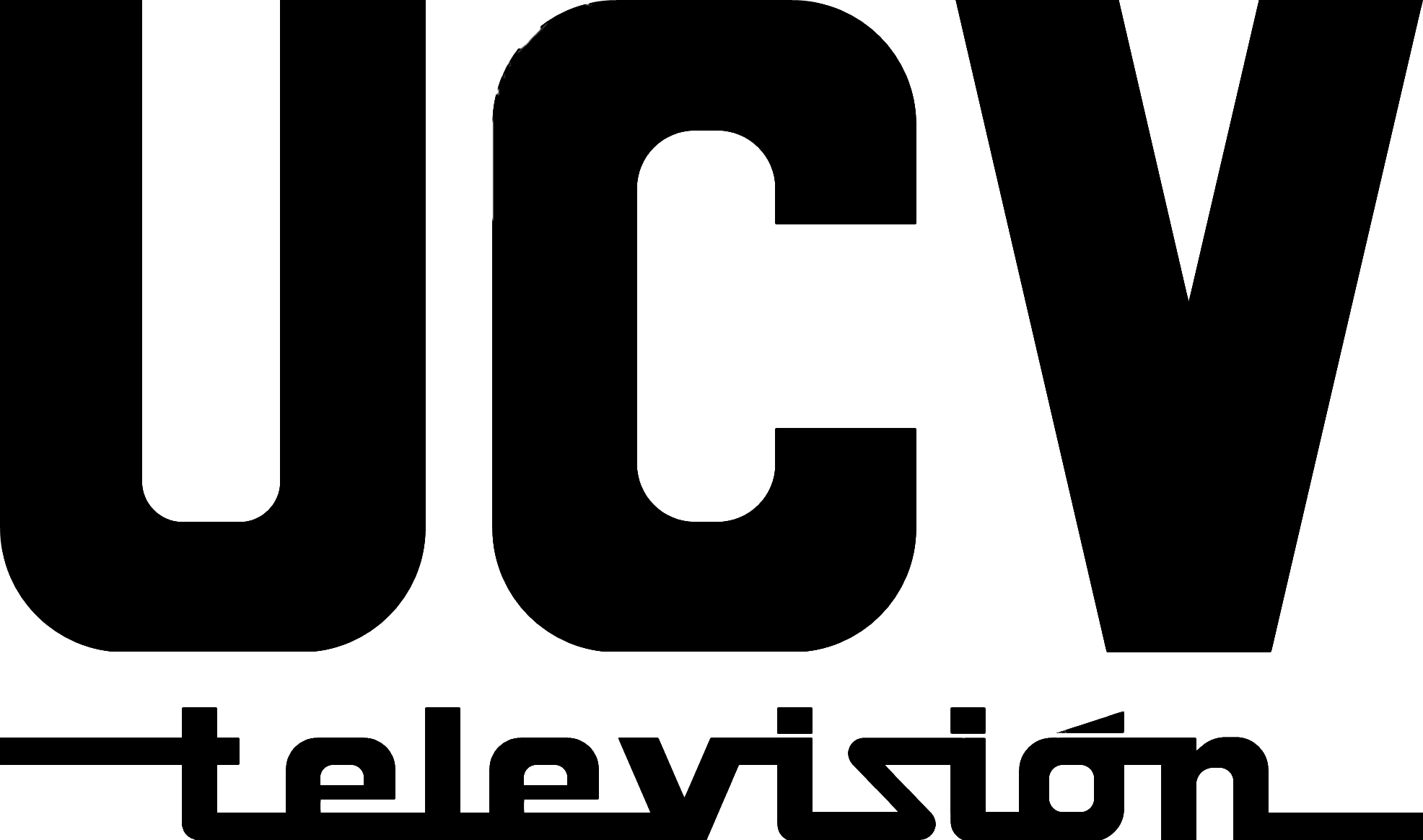
1964년 ~ 1966년
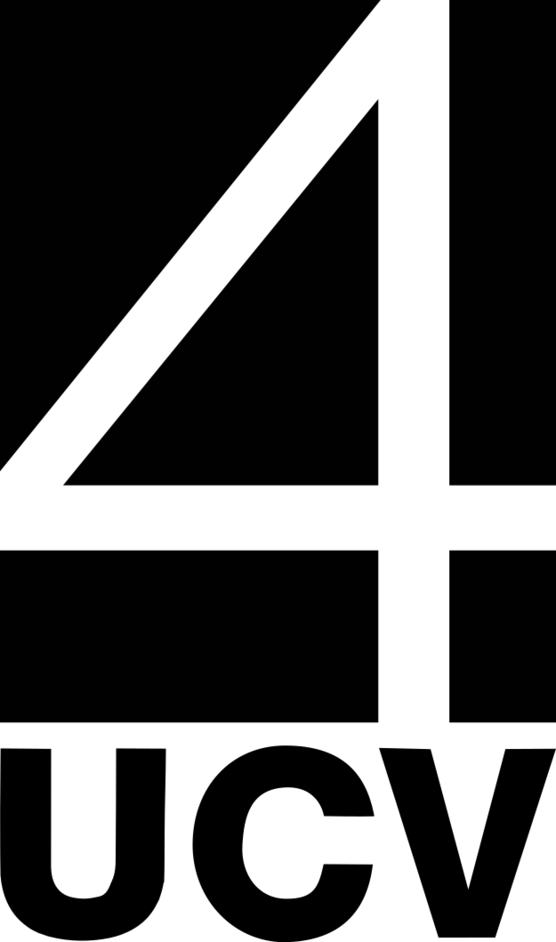
1969년 ~ 1980년
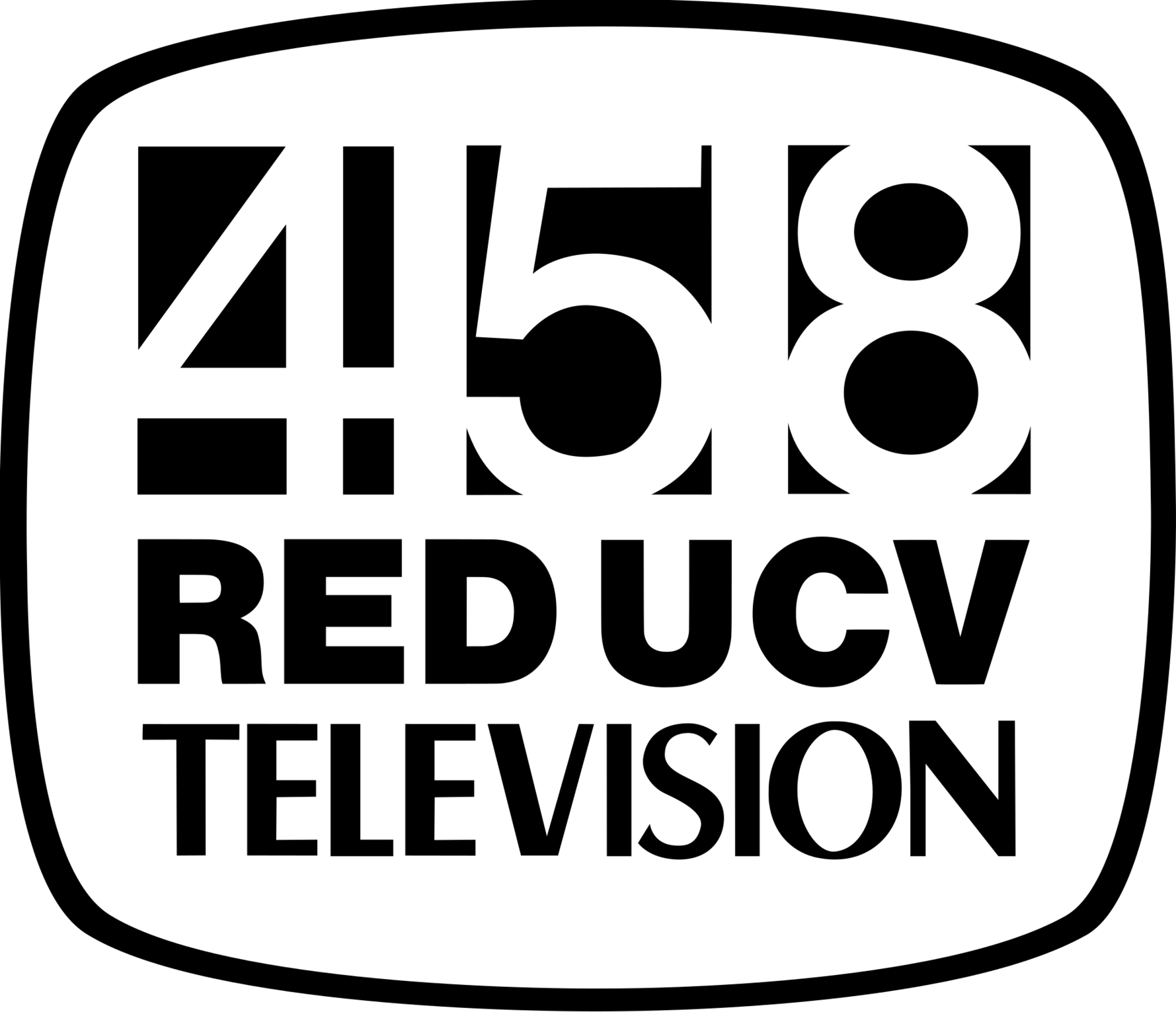
1978년 12월 8일
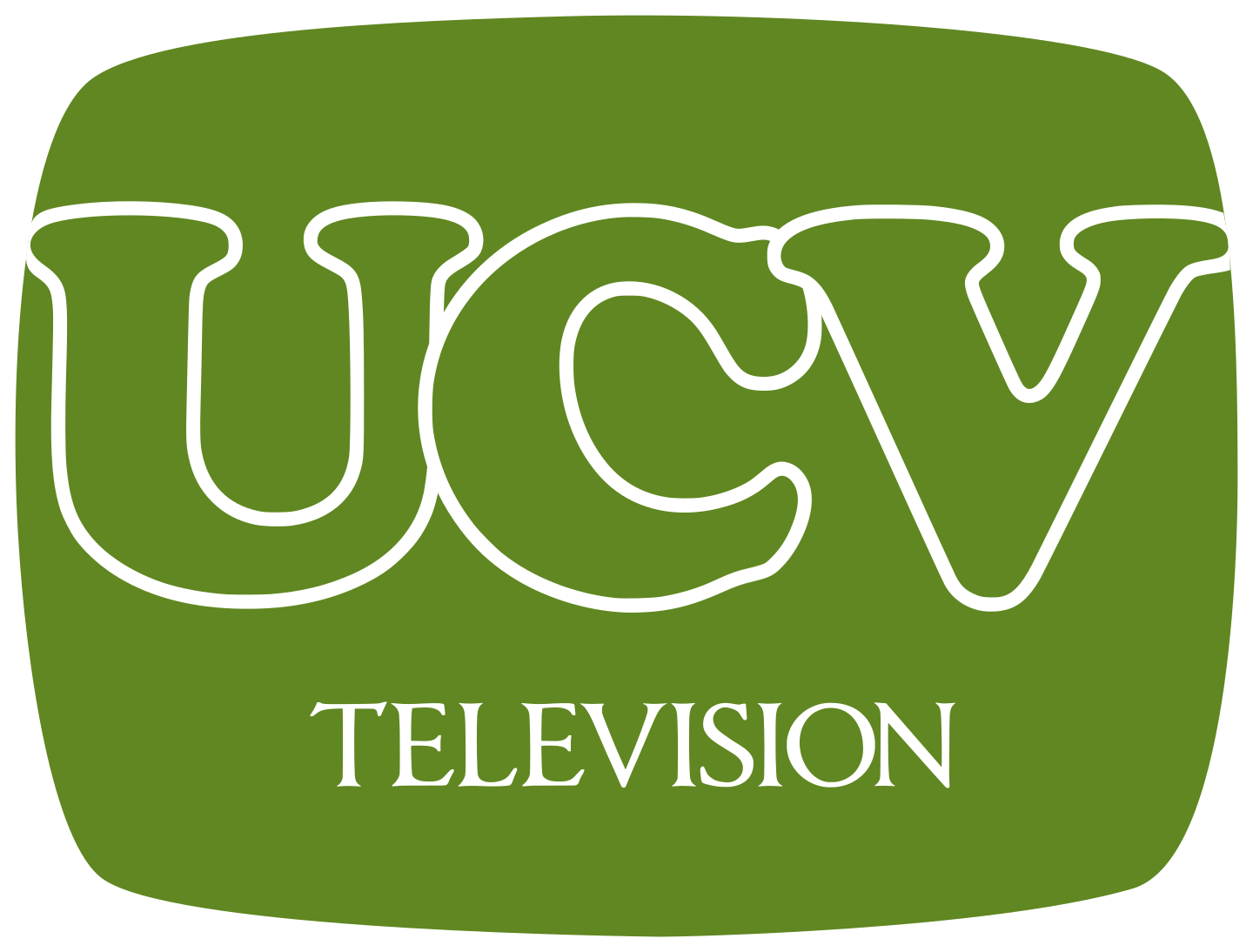
1982년 ~ 1985년
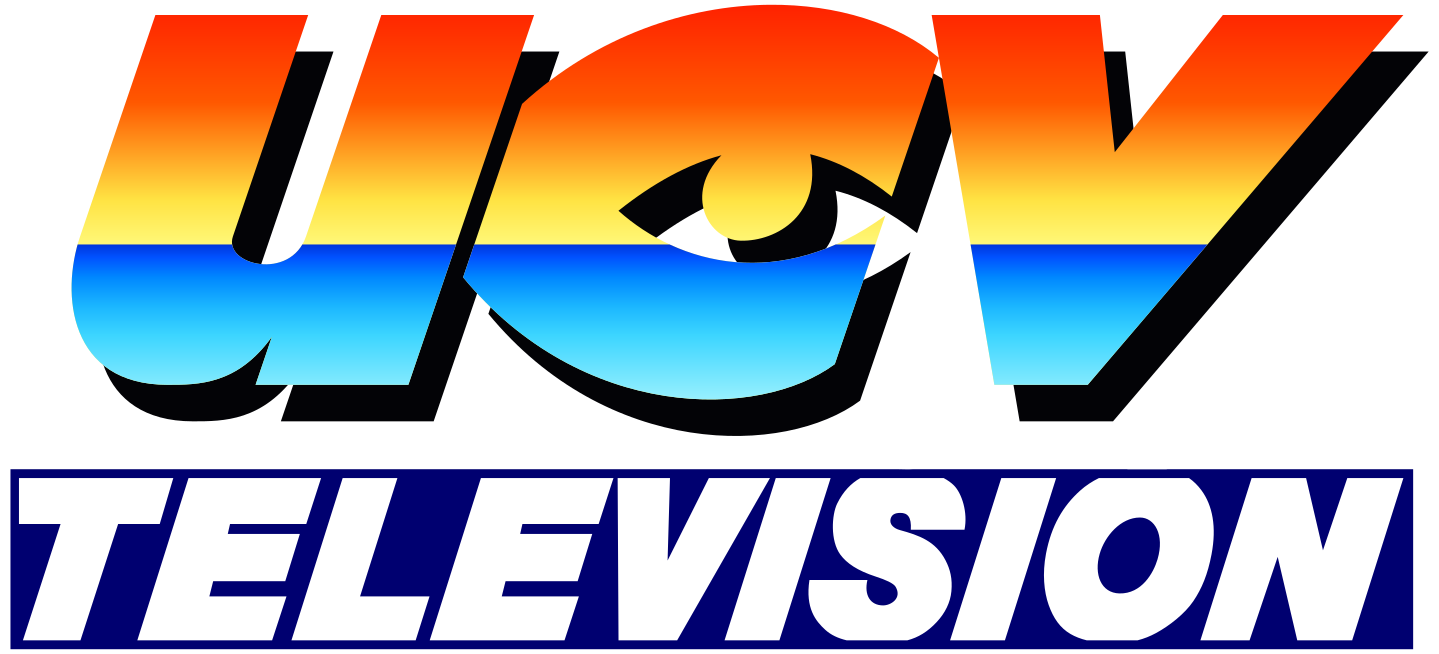
1991년 ~ 1994년 9월 4일
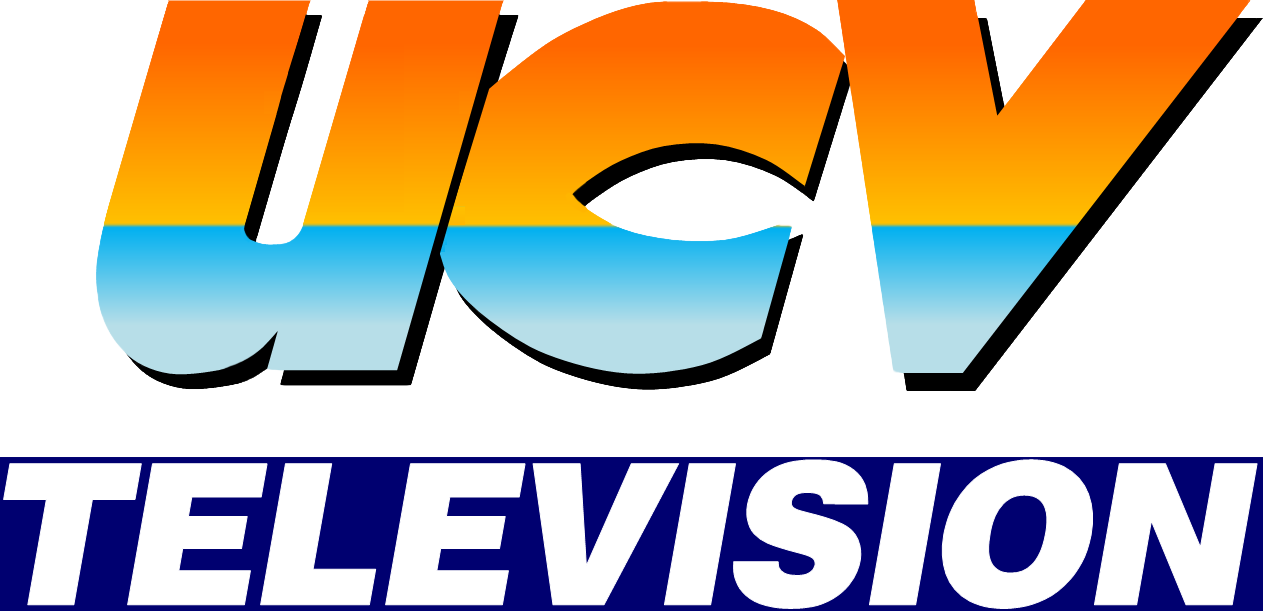
1994년 9월 4일 ~ 1995년
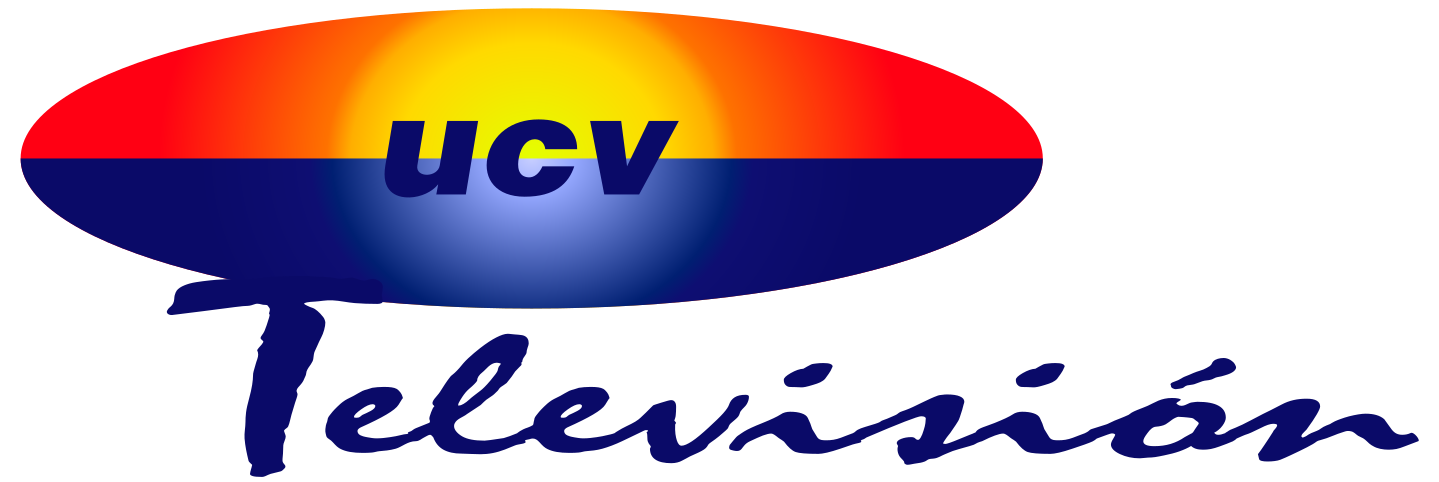
1995년 ~ 1997년 1월 2일
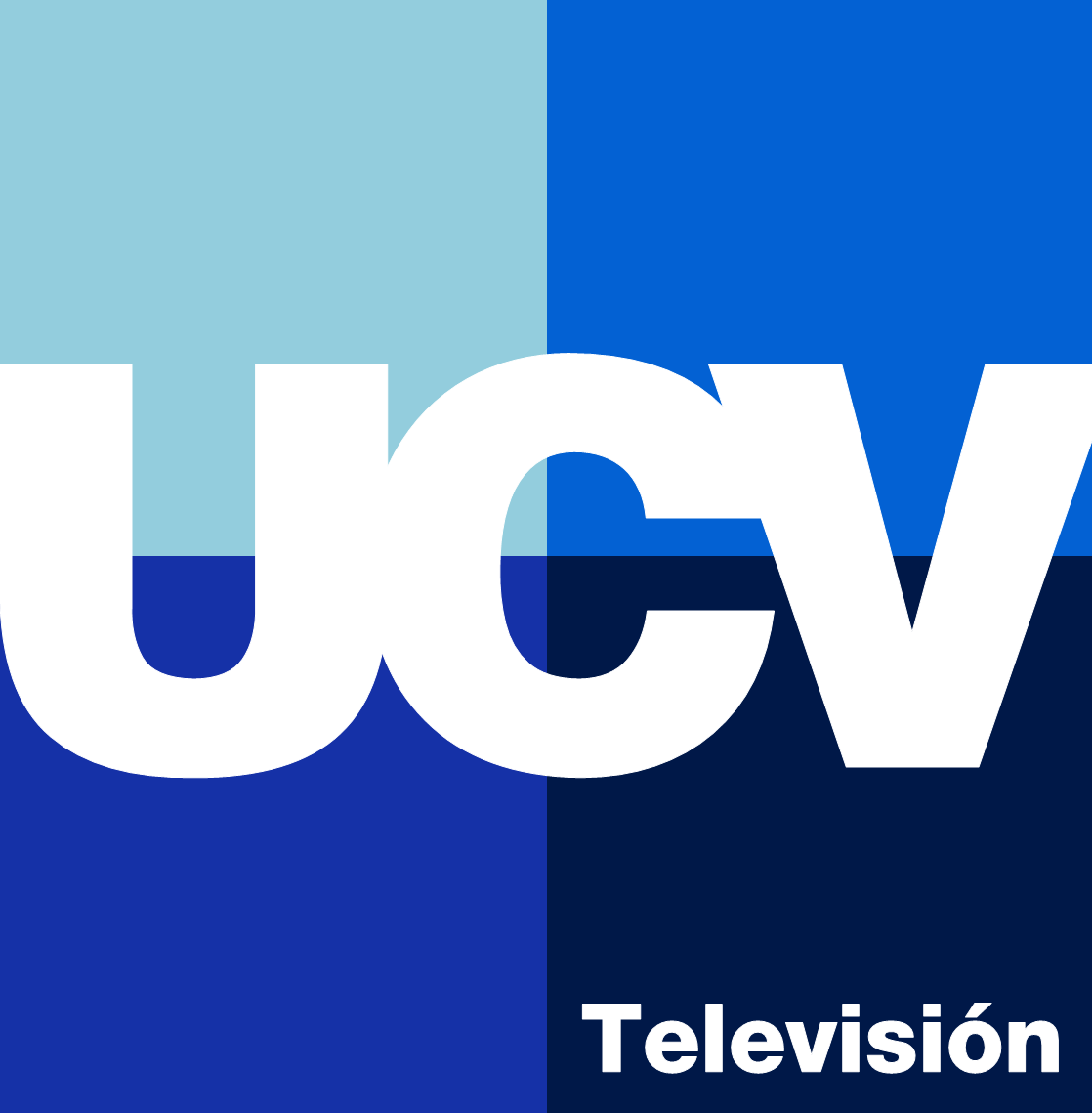
2003년 6월 23일 ~ 2006년 11월 13일
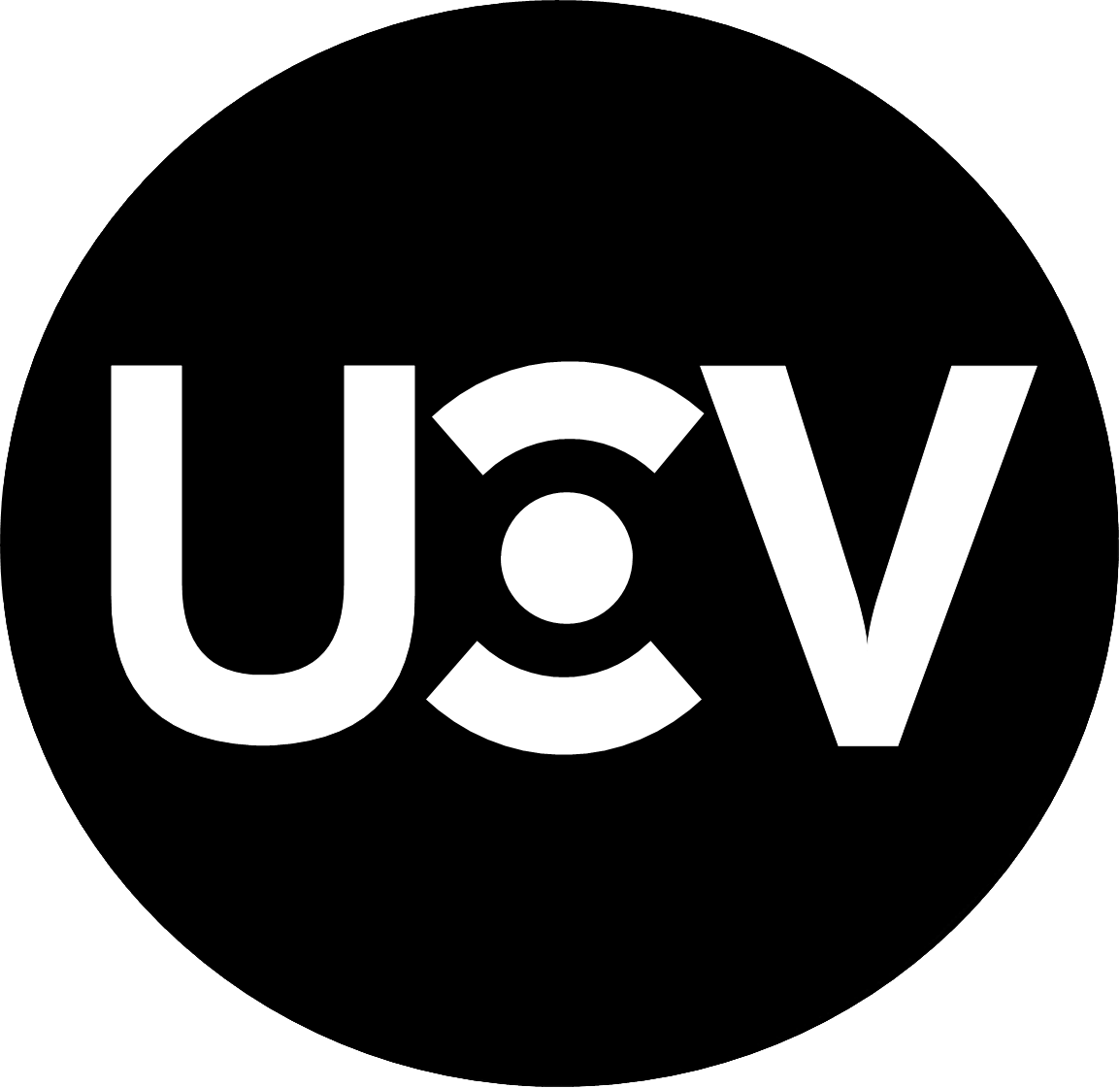
2006년 11월 13일 ~ 2007년 8월 12일
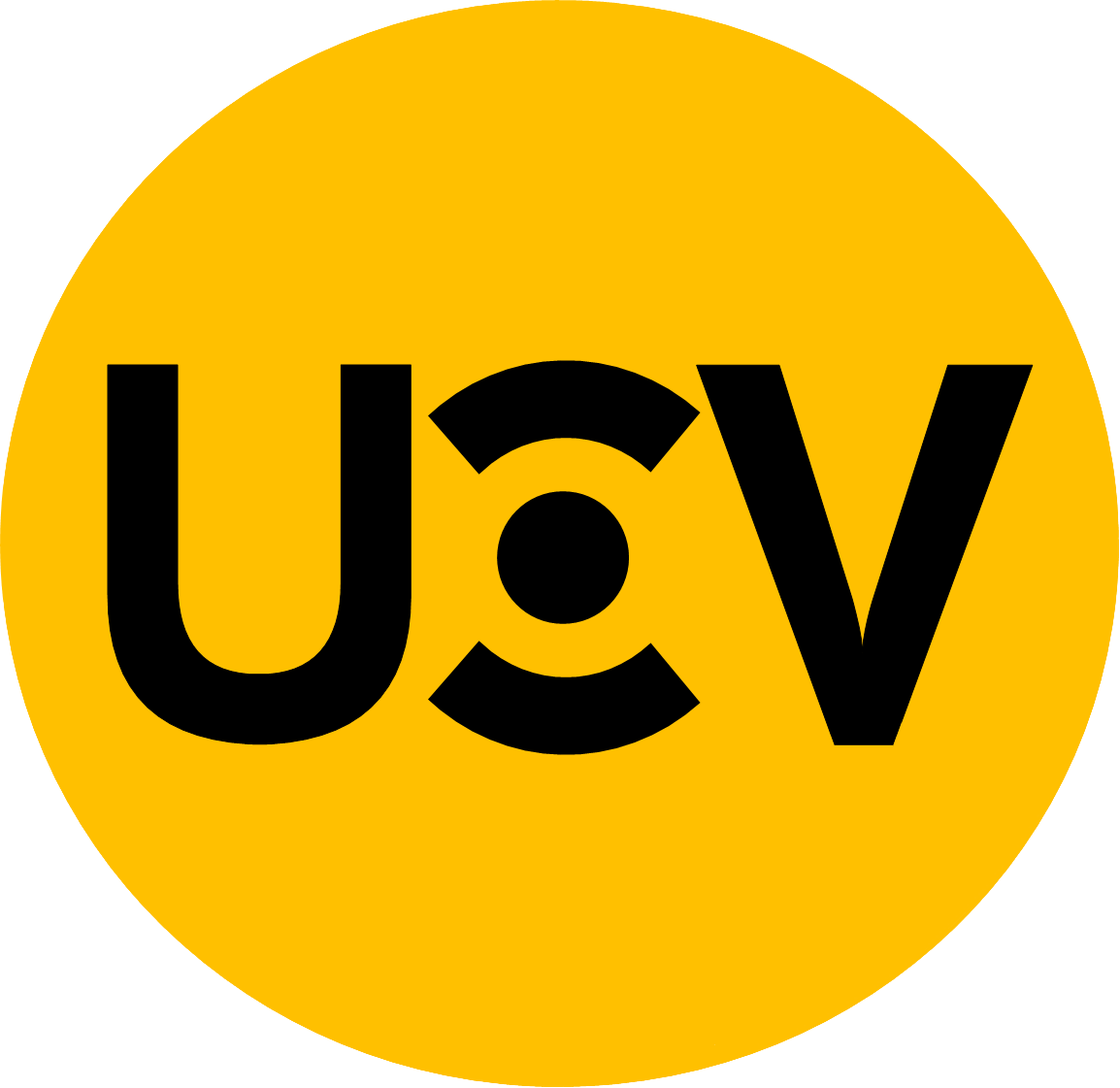
2007년 8월 12일 ~ 2013년 3월 5일
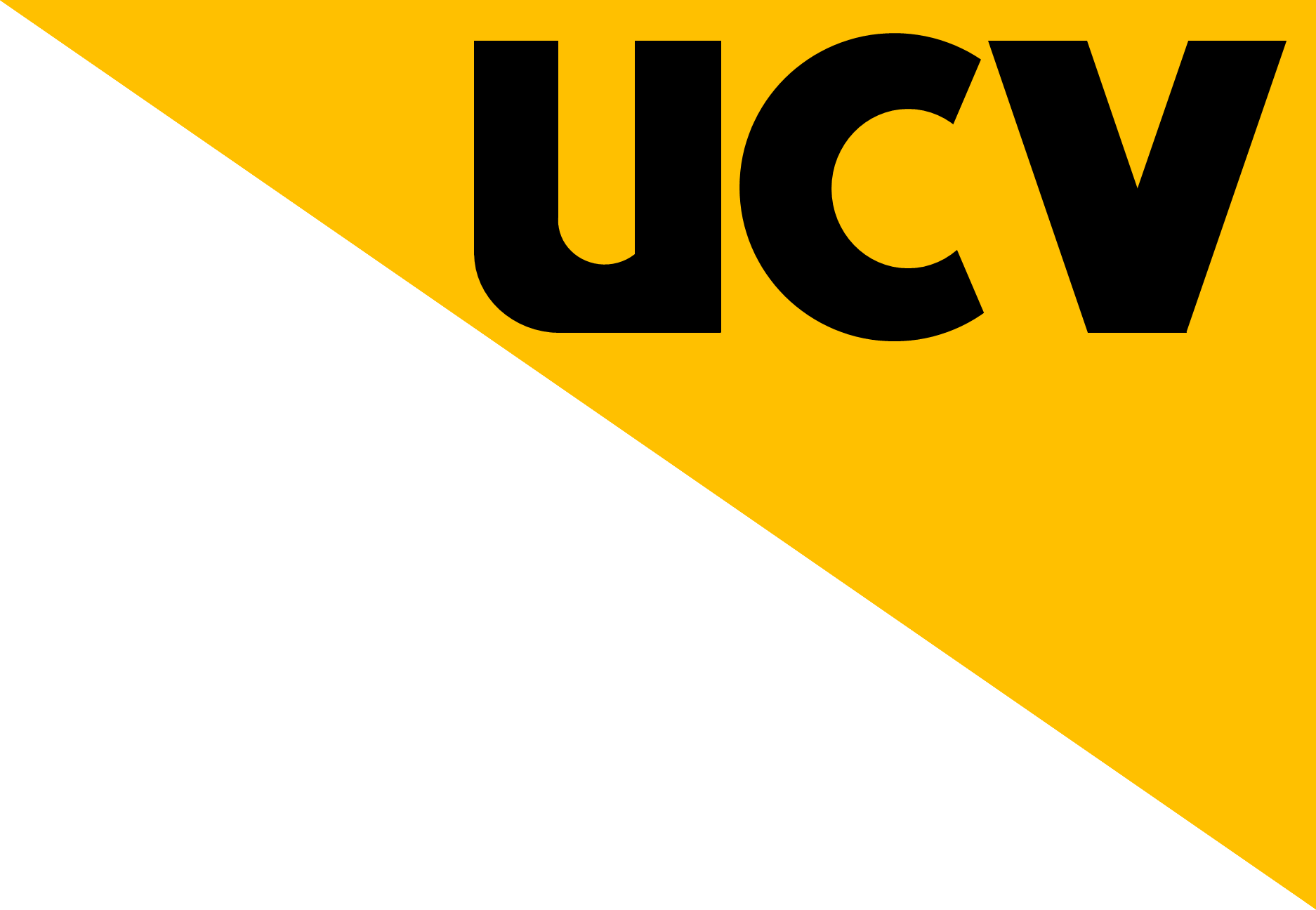
2013년 3월 5일 ~ 현재